# Tillandsia tectorum
Tillandsia tectorum là một loài thuộc chi Tillandsia.

## Giống
- Tillandsia 'Enano'
- Tillandsia 'Sweet Isabel'